# アジュージャ
アジュージャ（Hallulla）は、南米、特にチリに広く普及しているパン。形は平たく円形、表面に無数のピケ（空気穴）がある。乳脂肪が多く、味と食感はスコーンに近い。調味料のペブレを乗せて食す習慣があり、また、伝統的なサンドイッチのチャカレロにも用いられる。パンの消費量世界2位のチリで2番目に多く消費されている種類であり、マラケタと合わせると全体の売上の8割を占める。発祥はイスラム帝国に占領された10世紀のスペインアンダルシア地方で、スペイン人が伝統的なロールパンと中東のピタを融合して考案したものとされる。